# Piula daurada
La piula daurada (Tmetothylacus tenellus) és un ocell de la família dels motacíl·lids (Motacillidae) i única espècie del gènere Tmetothylacus Cabanis, 1879.

## Hàbitat i distribució
Habita camps oberts amb arbusts i arbres petits, des de l'extrem est de Sudan del Sud, sud i est d'Etiòpia i Somàlia cap al sud fins Uganda, centre i est de Kenya i nord-est i est de Tanzània.